# Annona spinescens
Annona spinescens Mart. – gatunek rośliny z rodziny flaszowcowatych (Annonaceae Juss.). Występuje naturalnie w Paragwaju oraz Brazylii (w stanach Bahia, Piauí, Mato Grosso i Minas Gerais). 

## Morfologia
PokrójZimozielone drzewo lub krzew dorastające do 2–4 m wysokości. Gałęzie są kolczaste.
LiścieMają eliptyczny kształt. Mierzą 1,5–6 cm długości oraz 1–3 cm szerokości. Nasada liścia zbiega po ogonku. Liść na brzegu jest całobrzegi. Wierzchołek jest ostry.
KwiatySą pojedyncze. Rozwijają się na szczytach pędów. Mają 6 płatków o białej barwie.
OwoceMają jajowaty kształt.

## Biologia i ekologia
Rośnie w lasach. Występuje na terenach nizinnych.